# Tombeau de Ramsès VI
« KV9 » redirige ici. Pour les autres significations, voir KV9 (homonymie).

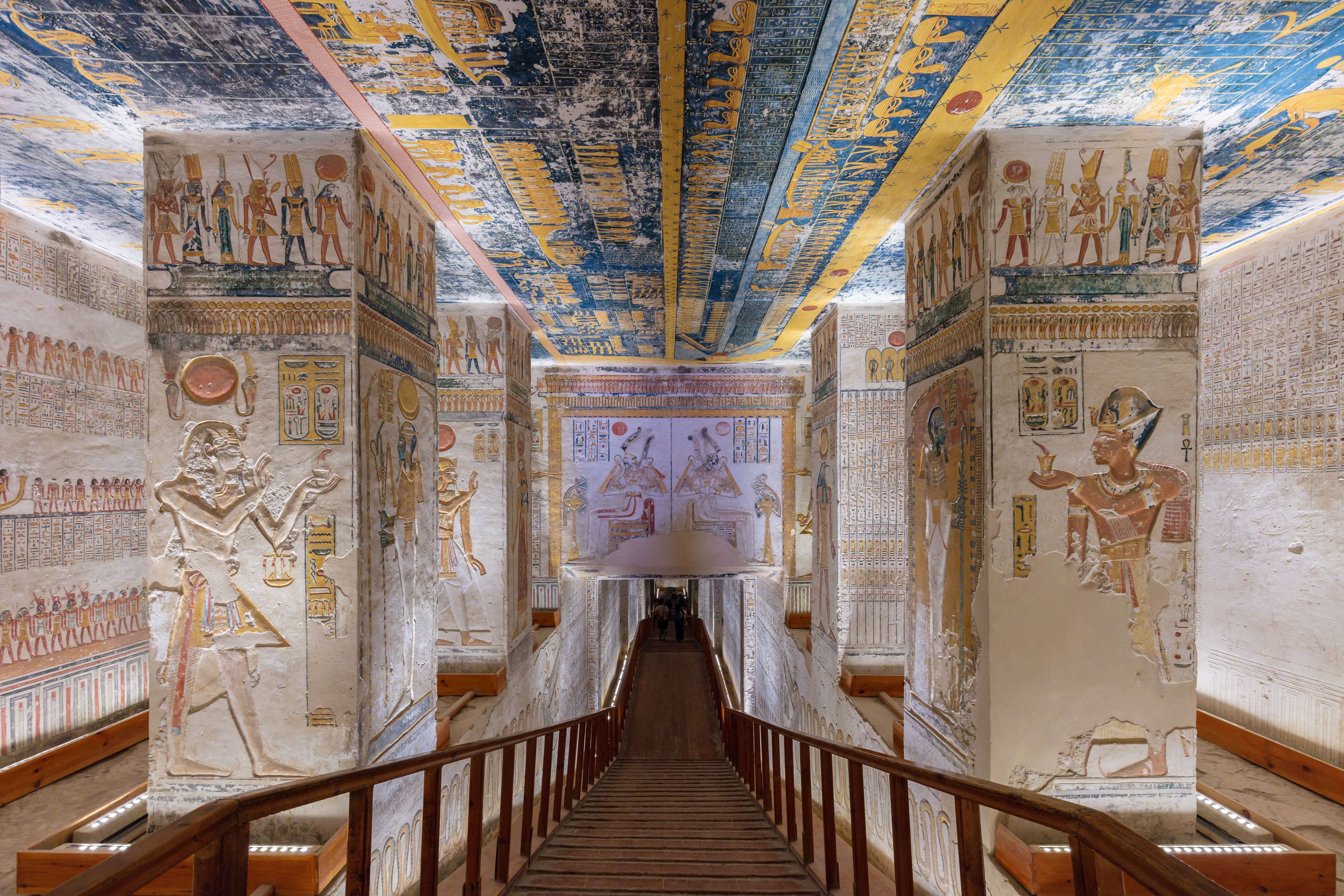
L'entrée du tombeau de Ramsès VI. Avril 2022.

KV 9 désigne le tombeau du pharaon Ramsès VI, situé dans l'allée principale de la vallée des Rois, sur la rive occidentale du Nil face à Louxor.
Chaque pharaon a son propre programme décoratif, résultat de spéculations fondées sur les compositions existantes, et sans doute aussi d'un désir d'originalité. Selon les moyens et surtout le temps dont il dispose avant sa mort, ces décors sont plus ou moins élaborés. Certains se limitent à un seul livre religieux, d'autres présentent des synthèses très élaborées de cinq ou six compositions différentes. C'est le cas de la sépulture de Ramsès VI, une sépulture qu'il a réutilisée, pour des raisons qui restent encore mystérieuses, puisqu'à l'origine elle avait été construite pour Ramsès V.
La tombe de Ramsès VI présente un décor pariétal complexe :
- le premier et le second corridor sont ornés de représentations du Livre des Portes et du Livre des cavernes ;
- le troisième corridor, qui débouche sur un puits rituel, contient en plus de ces deux compositions le Livre de la vache du ciel ;
- dans la salle à piliers se poursuivent les illustrations des Livres des portes et des cavernes. Le plafond est peint depuis l'entrée d'une voûte céleste ;
- à partir du quatrième corridor, apparaissent des passages du grand livre secret, le Livre de l'Amdouat ;
- extraits qui se poursuivent dans le cinquième couloir accompagnés à nouveau de scènes du Livre de la vache du ciel ;
- c'est seulement sur les parois du vestibule que l'on rencontre le Livre des morts ;
- dans la chambre funéraire, où ne subsiste aujourd'hui qu'un sarcophage brisé, les parois sont ornées du Livre de la terre et de celui du jour et de la nuit. Le plafond astronomique représente Nout sous un double aspect de jour et de nuit, reproduisant ainsi le cycle perpétuel de la renaissance du Soleil.

## Le ventre de Nout

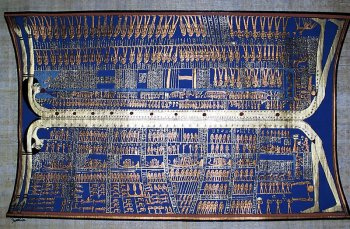
Plafond astronomique de la chambre funéraire.

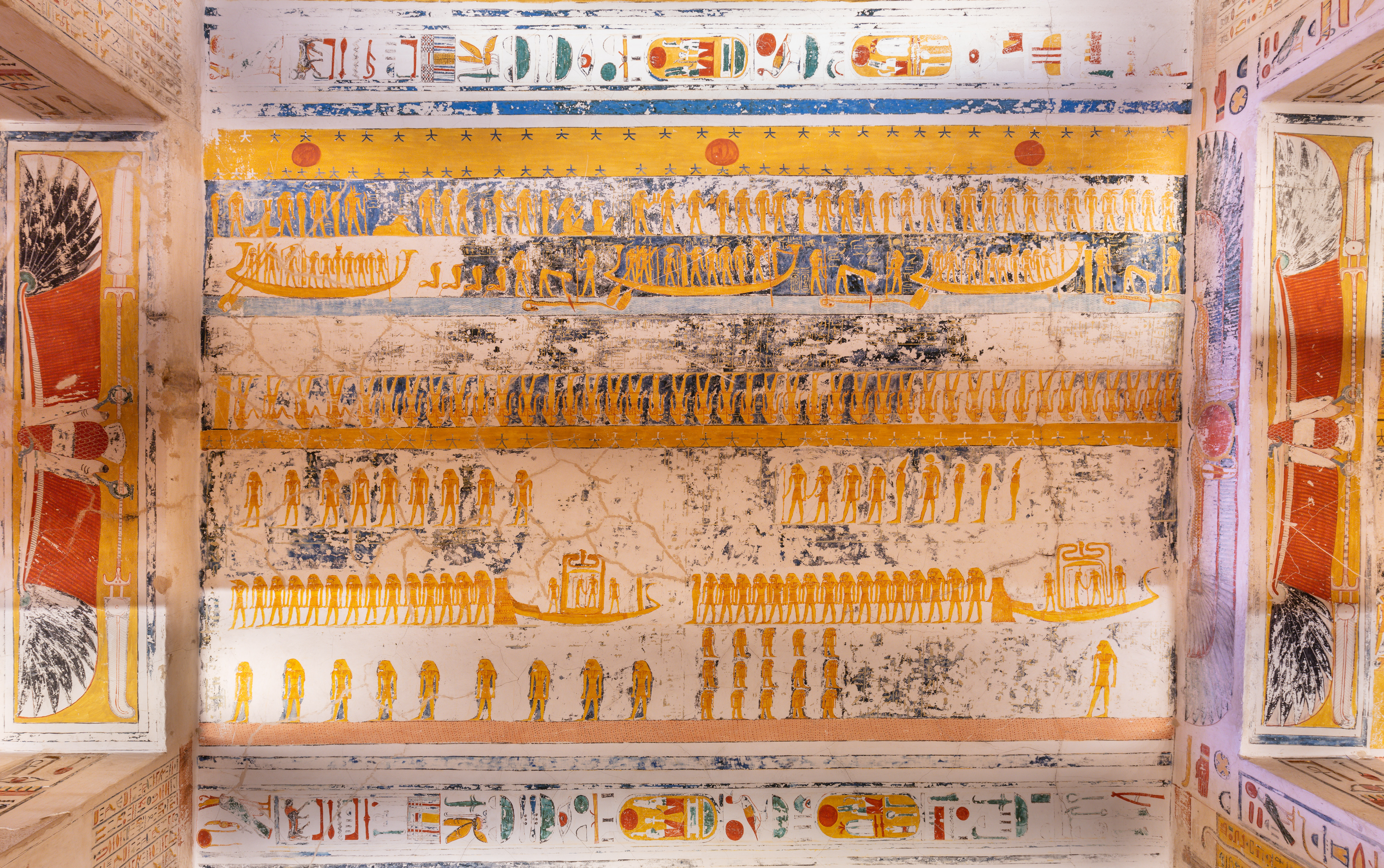
Scène du Livre du jour et de la nuit au plafond du tombeau, encadrée par la déesse Nout, la bonne du ciel, et de chaque côté Nekhbet, la déesse vautour protectrice de la Haute-Égypte. La scène représente le voyage nocturne du soleil dans et à travers son corps, avec sa naissance au jeune soleil du matin. Avril 2022.

Le plafond astronomique de la chambre funéraire illustre certaines scènes du Livre du jour et de la nuit. Il raconte le voyage du soleil à l'intérieur de Nout, également connue sous le nom de dame du Ciel et des Étoiles, mère du Soleil. Chaque soir, la divinité avale l'astre qui traverse son corps pour renaître au matin. Une représentation dynamique, comme le détail où le soleil apparaît sous la forme d'un disque rouge dans le ventre de Nout, puis d'un disque blanc ailé lorsqu'il émerge de son sexe. Les personnages peints sur le fond bleu nuit figurent des constellations, mais aussi des momies qui se régénèrent à chaque passage du soleil. Les chacals, eux, sont selon la tradition, des auxiliaires de Rê dont ils tirent la barque.

## Les damnés
Sur la paroi ouest de la chambre funéraire, des hommes sont représentés à l'envers, décapités, privés de leur intégrité physique. Il s'agit des damnés qui symbolisent les forces destructrices. Peints en rouge, couleur du sang, ils sont voués à l'anéantissement éternel.

## Le Livre d'Aker

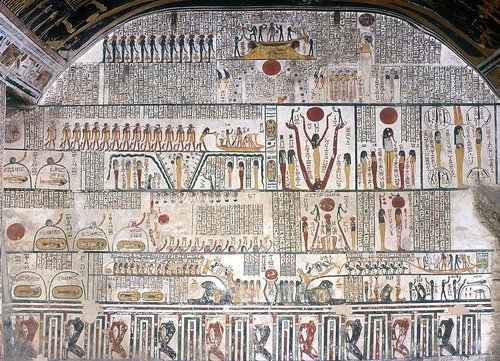
Livre de la Terre, partie A : ennemis liés et décapités.

La paroi est de la salle du sarcophage est ornée d'une vaste fresque qui serait issue d'un mystérieux Livre de la terre ou d'Aker. Ce dieu, sans doute d'origine préhistorique, est chargé d'ouvrir les portes de la Terre pour permettre à la barque de Rê d'accéder au monde inférieur. Il est déjà mentionné dans ce rôle d'ouvreur par les Textes des pyramides. Comme la plupart des grandes compositions religieuses, ce décor fait la synthèse de toutes les croyances et mythologies expliquant le grand mystère de la disparition et de la renaissance du soleil.

### L'enfant et les douze génies
L'homme ithyphallique, au centre de la partie gauche de la paroi est, celui qui cache les heures. Son corps est relié par des lignes pointillées à des génies qui figurent les douze heures de la nuit. Son sexe donne naissance à un enfant assis portant sa main à la bouche, selon une représentation traditionnelle chez les Égyptiens : c'est en effet ainsi qu'est dessiné le hiéroglyphe qui signifie enfant. Cette image symbolise à nouveau le parcours nocturne et la régénération du soleil.

### La femme aux bras dressés
C'est une nouvelle figure de Nout, dans la partie droite de la paroi est. Dans cette attitude, elle redonne vie au soleil, qu'elle élève depuis les profondeurs du monde souterrain. Sous ses bras, deux divinités obscures figurent l'Occident à droite et l'Orient à gauche.

## Inscriptions ultérieures
Comme la tombe a été ouverte et pillée dès l'antiquité, elle fut très souvent visitée, donnant ainsi c de nombreux graffitis datant de l'époque gréco-romaine. Parmi ces inscriptions, certaines sont celles de personnes ayant écrit leurs noms. Mais d'autres disent « J'ai visité et je n'ai rien aimé sauf le sarcophage ! » ; « J'ai admiré ! » ou bien « Je ne peux pas lire les hiéroglyphes ! ». Selon un professeur de l'université de Varsovie, la vallée des rois dont cette tombe était déjà une destination touristique dans l'Antiquité,.

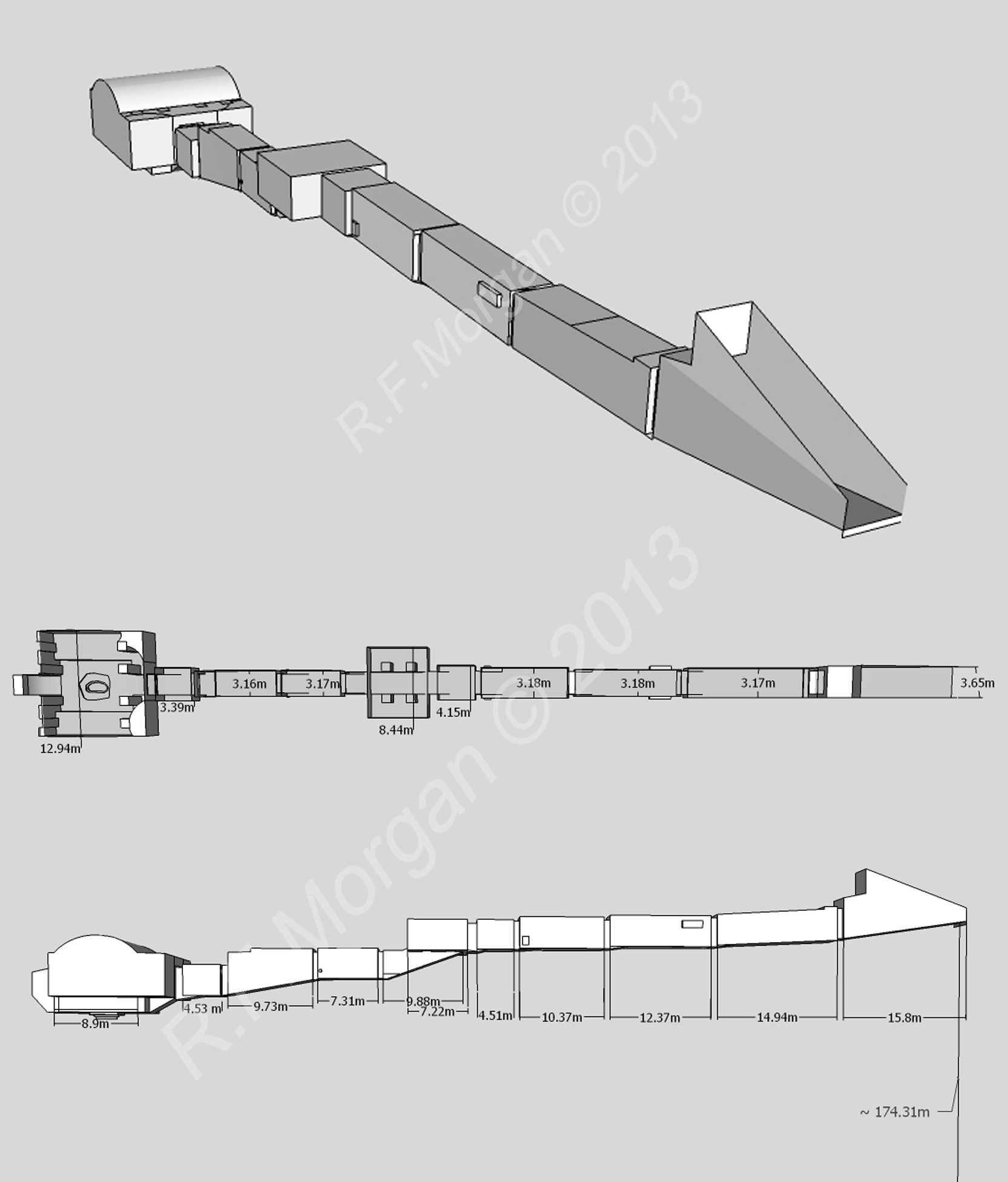
Plan de la tombe KV9.